# Natalie McGarry
Natalie McGarry (née le 7 septembre 1981)  est une femme politique écossaise qui est députée pour Glasgow East de 2015 à 2017. Elle est élue pour le Parti national écossais (SNP) aux élections générales de 2015 mais démissionne du SNP après six mois et siège en tant qu'indépendante jusqu'à la fin de la session parlementaire.

## Jeunesse et éducation
Née et élevée à Inverkeithing dans le Fife, McGarry fait ses études au St. Columba's RC High School, Dunfermline, avant d'étudier le droit à l'Université d'Aberdeen, et travaille comme conseillère politique pour une organisation du secteur bénévole ,.

## Carrière politique
Lors de la conférence annuelle du SNP en 2012, McGarry plaide pour le côté anti-OTAN du débat sur l'OTAN au sein du Scottish National Party, déclarant que l'opposition « ne concerne pas seulement les armes nucléaires » et appelant le SNP à maintenir son opposition à l'l'OTAN .
McGarry, une féministe, fait partie des militantes qui ont créé Women for Independence en 2012 ,. Elle déclare au Glasgow Herald  que le groupe a été créé "autour d'un verre de vin" avec l'ancienne MSP du SSP Carolyn Leckie comme principale force motrice.
Déjà militante bien connue, elle est sélectionnée comme candidate du parti à l'élection partielle de Cowdenbeath en 2014. Elle avait déjà sollicité l'investiture comme candidate du SNP aux élections du Parlement européen de 2014, mais avait échoué . McGarry n'est pas élue à l'élection partielle, obtenant 5 704 voix (28,4 %) . Un an plus tard, elle est sélectionnée pour se présenter à Glasgow East aux élections générales de 2015.
McGarry est élue député de la circonscription de Glasgow East le 8 mai 2015, prenant le siège de l'ancienne députée travailliste Margaret Curran. McGarry prête le serment obligatoire d'allégeance au monarque, malgré des réserves.
En février 2016, McGarry est brièvement détenue pour interrogatoire par les forces de sécurité turques pour avoir utilisé un téléphone portable près d'un poste de contrôle de sécurité dans le sud-est de la Turquie. Elle déclare qu'elle "enregistrait le bruit des bombes" tombant sur une zone kurde voisine ,.
Elle n'est pas sélectionnée comme candidate du SNP pour son siège aux élections générales de Westminster en 2017 .

## Accusations de détournement de fonds
En septembre 2015, Women for Independence alerte la police après avoir remarqué des écarts dans ses comptes  provoquant une enquête sur les fonds de campagne, qui est rendue publique pour la première fois en novembre 2015 . McGarry est accusée, dans son rôle de trésorière, d'avoir transféré l'argent collecté lors des événements de la campagne sur son compte personnel et utilisé des chèques libellés à l'ordre de la campagne pour déposer de l'argent sur son propre compte, détournant un total de 32 991 £. Elle nie tout acte répréhensible . Le 24 novembre 2015, après que les allégations aient fait surface, elle quitte le groupe SNP et est automatiquement suspendue du parti. Elle continue à siéger en tant que députée indépendante .
En septembre 2016, McGarry est interrogée par la Police écossaise . À la suite de cet entretien, McGarry est inculpée d'un certain nombre d'infractions de fraude, notamment de détournement de fonds, d'abus de confiance et d'infraction à la Scottish Independence Referendum Act 2013 . Elle est accusée d'avoir, entre avril 2014 et août 2015, détourné un total de 4 661 £ dans son rôle de trésorière de l'Association régionale de Glasgow du Parti national écossais, et qu'entre février 2014 et juin de la même année, elle a détourné 3 891 £ des fonds collectés pour le groupe de campagne Yes Glasgow.
McGarry comparait à la Glasgow Sheriff Court le 21 mars 2018 . Le 21 février 2019, elle plaide non coupable à trois chefs d'accusation de détournement de fonds et à un chef d'accusation en vertu de la loi de 2000 sur la réglementation des pouvoirs d'enquête pour avoir omis de fournir à la police un code secret pour un téléphone portable qui lui avait été saisi.
Son procès commence à la Glasgow Sheriff Court le 23 avril 2019. Le 24 avril, elle plaide coupable à deux chefs d'accusation de détournement de fonds, dont 21 000 £ de Women for Independence et 4 661 £ de l'association régionale du SNP Glasgow. Les autres charges sont abandonnées.
Le 1er mai, elle tente de retirer ses deux plaidoyers de culpabilité, mais le shérif juge que cela n'est pas possible . Le 6 juin, elle est emprisonnée pendant dix-huit mois. Cependant, quelques jours plus tard, elle est libérée sous caution dans l'attente d'un appel .
Le 19 décembre, sa condamnation est annulée, à la suite des observations de son avocat Gordon Jackson, et elle doit être à nouveau jugée .
En décembre 2020, elle comparait à nouveau devant le tribunal. Son nouveau procès devait commencer en mai 2021, avec une nouvelle comparution devant le tribunal en février 2021 . Il est ensuite retardé jusqu'en juin 2021 au moins .

## Vie privée
En mai 2016, McGarry épouse David Meikle, un conseiller conservateur au conseil municipal de Glasgow représentant le quartier de Pollokshields . Le couple est ensemble depuis 2011 et annonce ses fiançailles peu de temps après son élection en tant que députée ,.
La mère de McGarry, Alice McGarry, est la candidate parlementaire du SNP pour Dunfermline East en 1987 et est conseillère du SNP au conseil de Fife, représentant Inverkeithing et Dalgety Bay depuis 1986. Sa tante est Tricia Marwick, ancienne présidente du parlement écossais , et parlementaire écossaise SNP.
Le 19 avril 2017, McGarry s'est évanoui à la Chambre des communes. Elle annonce plus tard qu'elle attend un enfant et donne naissance à une fille plus tard cette année-là.